# Taylor Townsend
Taylor Townsend (Chicago, 1996. április 16. –) amerikai hivatásos teniszezőnő, párosban világelső, kétszeres Grand Slam-tornagyőztes, egyéniben egyszeres, párosban háromszoros junior Grand Slam-tornagyőztes, junior világbajnok és junior kombinált világelső.
2012-ben kezdte profi pályafutását. Egyéniben 14 ITF-tornán végzett az első helyen. Párosban tíz WTA-torna győztese, emellett két WTA125K-, valamint 17 ITF-tornán végzett az első helyen. Legjobb egyéni világranglista-helyezése a 46. hely volt 2024. augusztus 19-én, párosban az 1. helyre 2025. július 28-án került. 
2011-ben párosban döntőt játszott a junior lányok versenyén a US Openen. 2012-ben a junior lányok között egyéniben és párosban is győzött az Australian Openen, és ugyanebben az évben megnyerte a trófeát párosban Wimbledonban és a US Openen. A felnőtt Grand Slam tornákon legjobb eredményeként Kateřina Siniakovával párosban megnyerték a 2024-es wimbledoni teniszbajnokségot és a 2025-ös Australian Opent. Egyéniben a legjobb eredményét a 2019-es US Openen érte el, amelyen a 4. fordulóba jutott. Vegyes párosban döntőt játszott a 2024-es US Openen és a 2025-ös Roland Garroson. 2024-ben Kateřina Siniakovával párosban bejutott az év végi világbajnokság döntőjébe.
2015 óta tagja az Amerikai Egyesült Államok Billie Jean King-kupa-válogatottjának.

## Junior Grand Slam-döntői

### Egyéni

#### Győzelmek (1)
| Év   | Bajnokság       | Borítás | Ellenfél          | Eredmény      |
| ---- | --------------- | ------- | ----------------- | ------------- |
| 2012 | Australian Open | Kemény  | Julija Putyinceva | 6–1, 3–6, 6–3 |

#### Elveszített döntői (1)
| Év   | Bajnokság | Borítás | Ellenfél       | Eredmény      |
| ---- | --------- | ------- | -------------- | ------------- |
| 2013 | Wimbledon | Fű      | Belinda Bencic | 6–4, 1–6, 4–6 |

### Páros

#### Győzelmek (3)
| Év   | Bajnokság       | Borítás | Partner            | Ellenfél                       | Eredmény         |
| ---- | --------------- | ------- | ------------------ | ------------------------------ | ---------------- |
| 2012 | Australian Open | Kemény  | Gabrielle Andrews  | Irina Hromacsova Danka Kovinić | 5–7, 7–5, [10–6] |
| 2012 | Wimbledon       | Fű      | Eugenie BoucKemény | Belinda Bencic Ana Konjuh      | 6–4, 6–3         |
| 2012 | US Open         | Kemény  | Gabrielle Andrews  | Belinda Bencic Petra Uberalová | 6–4, 6–3         |

#### Elveszített döntői (1)
| Év   | Bajnokság | Borítás | Partner           | Ellenfél                      | Eredmény         |
| ---- | --------- | ------- | ----------------- | ----------------------------- | ---------------- |
| 2011 | US Open   | Kemény  | Gabrielle Andrews | Irina Hromacsova Demi Schuurs | 4–6, 7–5, [5–10] |

## Grand Slam-döntői

### Páros

#### Győzelmei (2)
| Év   | Bajnokság       | Borítás | Partner            | Ellenfél                          | Eredmény         |
| ---- | --------------- | ------- | ------------------ | --------------------------------- | ---------------- |
| 2024 | Wimbledon       | Fű      | Kateřina Siniaková | Gabriela Dabrowski Erin Routliffe | 7–6(5), 7–6(1)   |
| 2025 | Australian Open | Kemény  | Kateřina Siniaková | Hszie Su-vej Jeļena Ostapenko     | 6–2, 6–7(4), 6–3 |

#### Elveszített döntői (2)
| Év   | Bajnokság     | Borítás | Partner           | Ellenfél                              | Eredmény         |
| ---- | ------------- | ------- | ----------------- | ------------------------------------- | ---------------- |
| 2022 | US Open       | Kemény  | Catherine McNally | Barbora Krejčíková Kateřina Siniaková | 6–3, 5–7, 1–6    |
| 2023 | Roland Garros | Salak   | Leylah Fernandez  | Hszie Su-vej Vang Hszin-jü            | 6–1, 6–7(5), 1–6 |

### Vegyes páros

#### Elveszített döntői (2)
| Év   | Bajnokság     | Borítás | Partner      | Ellenfél                     | Eredmény    |
| ---- | ------------- | ------- | ------------ | ---------------------------- | ----------- |
| 2024 | US Open       | Kemény  | Donald Young | Sara Errani Andrea Vavassori | 6–7(0), 5–7 |
| 2025 | Roland Garros | Salak   | Evan King    | Sara Errani Andrea Vavassori | 4–6, 2–6    |

## WTA döntői

### Páros

#### Győzelmei (10)
| Összesítés            |                              |
| Grand Slam-torna (2)  |                              |
| Premier Mandatory (0) | WTA 1000 (kötelező)* (2)     |
| Premier Five (0)      | WTA 1000 (nem kötelező)* (0) |
| Premier (0)           | WTA 500* (5)                 |
| International (1)     | WTA 250* (0)                 |
| WTA Finals (0)        |                              |

*2021-től megváltozott a tornák kategóriáinak elnevezése.
|     | Dátum           | Torna                                                  | Borítás | Partner             | Ellenfelek a döntőben                       | Eredmény a döntőben | Eredmény a döntőben |
| 1.  | 2020. január    | ASB Classic, Auckland, Új-Zéland                       | Kemény  | Asia Muhammad       | Serena Williams Caroline Wozniacki          | 6–4, 6–4            |                     |
| 2.  | 2023. január    | Adelaide International, Adelaide, Ausztrália           | Kemény  | Asia Muhammad       | Storm Hunter Kateřina Siniaková             | 6–2, 7–6(2)         |                     |
| 3.  | 2023. január    | Adelaide International–2, Adelaide, Ausztrália         | Kemény  | Luisa Stefani       | Anasztaszija Pavljucsenkova Jelena Ribakina | 7–5, 7–6(3)         |                     |
| 4.  | 2023. augusztus | Cincinnati Open, Cincinnati, Amerikai Egyesült Államok | Kemény  | Alycia Parks        | Nicole Melichar-Martinez Ellen Perez        | 6–7(1), 6–4, [10–6] |                     |
| 5.  | 2024. január    | Adelaide International, Adelaide, Ausztrália           | Kemény  | Beatriz Haddad Maia | Caroline Garcia Kristina Mladenovic         | 7–5, 6–3            |                     |
| 6.  | 2024. július    | Wimbledon, London, Egyesült Királyság                  | Fű      | Kateřina Siniaková  | Gabriela Dabrowski Erin Routliffe           | 7–6(5), 7–6(1)      |                     |
| 7.  | 2024. augusztus | Washington Open, Washington, Amerikai Egyesült Államok | Kemény  | Asia Muhammad       | Csiang Hszin-jü Wu Fang-hsien               | 7–5, 6–3            |                     |
| 8.  | 2025. január    | Australian Open, Melbourne, Ausztrália                 | Kemény  | Kateřina Siniaková  | Hszie Su-vej Jeļena Ostapenko               | 6–2, 6–7(4), 6–3    |                     |
| 9.  | 2025. február   | Dubai Open, Dubaj, Egyesült Arab Emírségek             | Kemény  | Kateřina Siniaková  | Hszie Su-vej Jeļena Ostapenko               | 7–6(5), 6–4         |                     |
| 10. | 2025. július    | Washington Open, Washington, Amerikai Egyesült Államok | Kemény  | Csang Suaj          | Caroline Dolehide Sofia Kenin               | 6–1, 6–1            |                     |

#### Elveszített döntői (6)
|    | Dátum            | Torna                                            | Borítás    | Partner            | Ellenfelek a döntőben                 | Eredmény a döntőben | Eredmény a döntőben |
| 1. | 2013. augusztus  | Citi Open, Washington, Amerikai Egyesült Államok | Kemény     | Eugenie Bouchard   | Aojama Súko Vera Dusevina             | 3–6, 3–6            |                     |
| 2. | 2019. január     | Auckland Open, Auckland, Új-Zéland               | Kemény     | Paige Hourigan     | Eugenie Bouchard Sofia Kenin          | 6–1, 1–6, [7–10]    |                     |
| 3. | 2022. szeptember | US Open, New York, Amerikai Egyesült Államok     | Kemény     | Catherine McNally  | Barbora Krejčíková Kateřina Siniaková | 6–3, 5–7, 1–6       |                     |
| 4. | 2023. április    | Miami Open, Miami, Amerikai Egyesült Államok     | Kemény     | Leylah Fernandez   | Cori Gauff Jessica Pegula             | 6–7(6), 2–6         |                     |
| 5. | 2023. június     | Roland Garros, Párizs, Franciaország             | Salak      | Leylah Fernandez   | Hszie Su-vej Vang Hszin-jü            | 6–1, 6–7(5), 1–6    |                     |
| 6. | 2024. november   | 2024-es WTA Finals, Rijád, Szaúd-Arábia          | Kemény (f) | Kateřina Siniaková | Gabriela Dabrowski Erin Routliffe     | 5–7, 3–6            |                     |

## WTA 125K-döntői

### Egyéni: 1 (0–1)
| Eredmény | No. | Dátum       | Torna                                     | Borítás | Ellenfél a döntőben | Eredmény |
| -------- | --- | ----------- | ----------------------------------------- | ------- | ------------------- | -------- |
| Döntős   | 1.  | 2023. május | Firenze Ladies Open, Firenze, Olaszország | Salak   | Jasmine Paolini     | 3–6, 5–7 |

### Páros: 4 (2–2)
| Eredmény | No. | Dátum         | Torna                                                             | Borítás | Partner           | Ellenfél a döntőben                  | Eredmény    |
| -------- | --- | ------------- | ----------------------------------------------------------------- | ------- | ----------------- | ------------------------------------ | ----------- |
| Győztes  | 1.  | 2018. március | Oracle Challenger Series, Indian Wells, Amerikai Egyesült Államok | Kemény  | Yaninne Wickmayer | Jennifer Brady Vania King            | 6–4, 6–4    |
| Döntős   | 1.  | 2019. január  | Newport Beach Challenger, Newport, Amerikai Egyesült Államok      | Kemény  | Yaninne Wickmayer | Hayley Carter Sibahara Ena           | 3–6, 6–7(1) |
| Döntős   | 2.  | 2019. március | Oracle Challenger Series, Indian Wells, Amerikai Egyesült Államok | Kemény  | Yaninne Wickmayer | Kristýna Plíšková Jevgenyija Rogyina | 6–7(7), 4–6 |
| Győztes  | 2.  | 2020. március | Oracle Challenger Series, Indian Wells, Amerikai Egyesült Államok | Kemény  | Asia Muhammad     | Catherine McNally Jessica Pegula     | 6–4, 6–4    |

## ITF döntői

### Egyéni: 17 (14–3)
| Díjazásonként          |
| ---------------------- |
| $100,000 torna (2–0)   |
| $75/80,000 torna (5–1) |
| $50/60,000 torna (4–1) |
| $25,000 torna (3–1)    |

| Borításonként |
| ------------- |
| Kemény (7–0)  |
| Salak (7–3)   |

| Eredmény | GY–V | Dátum          | Torna                                               | Borítás | Ellenfél             | Score         |
| -------- | ---- | -------------- | --------------------------------------------------- | ------- | -------------------- | ------------- |
| Győztes  | 1–0  | 2014. április  | Charlottesville Open, Amerikai Egyesült Államok     | Salak   | Montserrat González  | 6–2, 6–3      |
| Győztes  | 2–0  | 2014. május    | ITF Indian Harbour Beach, Amerikai Egyesült Államok | Salak   | Julija Putyinceva    | 6–1, 6–1      |
| Döntős   | 2–1  | 2016. április  | Dothan Pro Classic, Amerikai Egyesült Államok       | Salak   | Rebecca Peterson     | 4–6, 2–6      |
| Győztes  | 3–1  | 2016. április  | Charlottesville Open, Amerikai Egyesült Államok (2) | Salak   | Grace Min            | 7–5, 6–1      |
| Döntős   | 3–2  | 2016. május    | ITF Indian Harbour Beach, Amerikai Egyesült Államok | Salak   | Jennifer Brady       | 3–6, 5–7      |
| Döntős   | 3–3  | 2017. május    | ITF Naples, Amerikai Egyesült Államok               | Salak   | Szofja Zsuk          | 4–6, 6–7(3)   |
| Győztes  | 4–3  | 2017. október  | ITF Sumter, Amerikai Egyesült Államok               | Kemény  | Ulrikke Eikeri       | 6–2, 6–1      |
| Győztes  | 5–3  | 2017. október  | ITF Florence, Amerikai Egyesült Államok             | Kemény  | Ysaline Bonaventure  | 6–1, 7–5      |
| Győztes  | 6–3  | 2017. november | Waco Showdown, Amerikai Egyesült Államok            | Kemény  | Ajla Tomljanović     | 6–3, 2–6, 6–2 |
| Győztes  | 7–3  | 2018. április  | Dothan Pro Classic, Amerikai Egyesült Államok       | Salak   | Mariana Duque Mariño | 6–2, 2–6, 6–1 |
| Győztes  | 8–3  | 2018. május    | ITF Charleston Pro, Amerikai Egyesült Államok       | Salak   | Madison Brengle      | 6–0, 6–4      |
| Győztes  | 9–3  | 2018. június   | ITF Sumter, Amerikai Egyesült Államok               | Kemény  | Alizé Lim            | játék nélkül  |
| Győztes  | 10–3 | 2019. május    | ITF Charleston Pro, Amerikai Egyesült Államok (2)   | Salak   | Whitney Osuigwe      | 6–4, 6–4      |
| Győztes  | 11–3 | 2022. május    | ITF Charleston Pro, Amerikai Egyesült Államok (3)   | Salak   | Vang Hszi-jü         | 6–3, 6–2      |
| Győztes  | 12–3 | 2022. október  | Tyler Pro Challenge, Amerikai Egyesült Államok      | Kemény  | Jüan Jüe             | 6–4, 6–2      |
| Győztes  | 13–3 | 2023. október  | ITF Templeton Pro, Amerikai Egyesült Államok        | Kemény  | Renata Zarazúa       | 6–3, 6–1      |
| Győztes  | 14–3 | 2023. október  | Tennis Classic of Macon, Amerikai Egyesült Államok  | Kemény  | Udvardy Panna        | 6–3, 6–4      |

### Páros: 24 (17–7)
| Díjazásonként          |
| ---------------------- |
| $100,000 torna (1–0)   |
| $75/80,000 torna (2–2) |
| $50,000 torna (10–3)   |
| $25,000 torna (4–2)    |

| Borításonként |
| ------------- |
| Kemény (9–6)  |
| Salak (8–1)   |

| Eredmény | GY–V | Dátum            | Torna                                                   | Borítás    | Partner             | Ellenfél                              | Eredmény            |
| -------- | ---- | ---------------- | ------------------------------------------------------- | ---------- | ------------------- | ------------------------------------- | ------------------- |
| Döntős   | 0–1  | 2013. szeptember | Albuquerque Championships, Amerikai Egyesült Államok    | Kemény     | Melanie Oudin       | Eléni Danjilídu Coco Vandeweghe       | 4–6, 6–7(2)         |
| Döntős   | 0–2  | 2013. november   | ITF New Braunfels, Amerikai Egyesült Államok            | Kemény     | Asia Muhammad       | Anna Tatisvili Coco Vandeweghe        | 6–3, 3–6, [11–13]   |
| Győztes  | 1–2  | 2014. április    | Charlottesville Open, Amerikai Egyesült Államok         | Salak      | Asia Muhammad       | Irina Falconi Maria Sanchez           | 6–3, 6–1            |
| Győztes  | 2–2  | 2014. május      | ITF Indian Harbour Beach, Amerikai Egyesült Államok     | Salak      | Asia Muhammad       | Jan Abaza Sanaz Marand                | 6–2, 6–1            |
| Győztes  | 3–2  | 2014. október    | Toronto Challenger, Kanada                              | Kemény (f) | Maria Sanchez       | Gabriela Dabrowski Tatjana Maria      | 7–5, 4–6, [15–13]   |
| Győztes  | 4–2  | 2015. május      | ITF Indian Harbour Beach, Amerikai Egyesült Államok (2) | Salak      | Maria Sanchez       | Angelina Gabujeva Alexandra Stevenson | 6–0, 6–1            |
| Döntős   | 4–3  | 2016. január     | Championships of Maui, Amerikai Egyesült Államok        | Kemény     | Jessica Pegula      | Asia Muhammad Maria Sanchez           | 2–6, 6–3, [6–10]    |
| Győztes  | 5–3  | 2016. február    | Rancho Santa Fe Open, Amerikai Egyesült Államok         | Kemény     | Asia Muhammad       | Jessica Pegula Carol Zhao             | 6–3, 6–4            |
| Győztes  | 6–3  | 2016. április    | ITF Osprey Pro, Amerikai Egyesült Államok               | Kemény     | Asia Muhammad       | Louisa Chirico Katerina Stewart       | 6–1, 6–7(5), [10–4] |
| Győztes  | 7–3  | 2016. április    | ITF Pelham, Amerikai Egyesült Államok                   | Salak      | Asia Muhammad       | Sophie Chang Caitlin Whoriskey        | 6–2, 6–3            |
| Győztes  | 8–3  | 2016. április    | Dothan Pro Classic, Amerikai Egyesült Államok           | Salak      | Asia Muhammad       | Caitlin Whoriskey Keri Wong           | 6–0, 6–1            |
| Győztes  | 9–3  | 2016. április    | Charlottesville Open, Amerikai Egyesült Államok (2)     | Salak      | Asia Muhammad       | Alekszandra Panova Shelby Rogers      | 7–6(4), 6–0         |
| Döntős   | 9–4  | 2016. szeptember | Atlanta Open, Amerikai Egyesült Államok                 | Kemény     | Alexandra Stevenson | Ingrid Neel Luisa Stefani             | 6–4, 4–6, [5–10]    |
| Győztes  | 10–4 | 2016. október    | Tennis Classic of Macon, Amerikai Egyesült Államok      | Kemény     | Michaëlla Krajicek  | Sabrina Santamaria Keri Wong          | 3–6, 6–2, [10–6]    |
| Győztes  | 11–4 | 2016. november   | Scottsdale Challenge, Amerikai Egyesült Államok         | Kemény     | Ingrid Neel         | Samantha Crawford Melanie Oudin       | 6–4, 6–3            |
| Győztes  | 12–4 | 2016. november   | Waco Showdown, Amerikai Egyesült Államok                | Kemény     | Michaëlla Krajicek  | Mihaela Buzărnescu Renata Zarazúa     | játék nélkül        |
| Döntős   | 12–5 | 2017. május      | ITF Naples, Amerikai Egyesült Államok                   | Salak      | Danielle Collins    | Emina Bektas Sanaz Marand             | 6–7(1), 1–6         |
| Győztes  | 13–5 | 2017. október    | ITF Sumter, Amerikai Egyesült Államok                   | Kemény     | Jessica Pegula      | Alexandra Mueller Caitlin Whoriskey   | 4–6, 7–5, [10–5]    |
| Győztes  | 14–5 | 2017. október    | ITF Florence, Amerikai Egyesült Államok                 | Kemény     | Maria Sanchez       | Tara Moore Amra Sadiković             | 6–1, 6–2            |
| Győztes  | 15–5 | 2017. november   | Tyler Pro Challenge, Amerikai Egyesült Államok          | Kemény     | Jessica Pegula      | Jamie Loeb Rebecca Peterson           | 6–4, 6–1            |
| Döntős   | 15–6 | 2017. november   | Waco Showdown, Amerikai Egyesült Államok                | Kemény     | Jessica Pegula      | Sofia Kenin Anasztaszija Komargyina   | 5–7, 7–5, [9–11]    |
| Döntős   | 15–7 | 2018. február    | Rancho Santa Fe Open, Amerikai Egyesült Államok         | Kemény     | Eva Hrdinová        | Kaitlyn Christian Sabrina Santamaria  | 7–6(6), 1–6, [6–10] |
| Győztes  | 16–7 | 2019. április    | Charlottesville Open, Amerikai Egyesült Államok (3)     | Salak      | Asia Muhammad       | Lucie Hradecká Katarzyna Kawa         | 4–6, 7–5, [10–3]    |
| Győztes  | 17–7 | 2019. május      | ITF Charleston Pro, Amerikai Egyesült Államok           | Salak      | Asia Muhammad       | Madison Brengle Lauren Davis          | 6–2, 6–2            |

## Eredményei Grand Slam-tornákon

### Egyéni
| Grand Slam | Australian Open | Australian Open      | Roland Garros | Roland Garros          | Wimbledon      | Wimbledon        | US Open        | US Open            |
| Év         | Eredmény        | Utolsó ellenfél      | Eredmény      | Utolsó ellenfél        | Eredmény       | Utolsó ellenfél  | Eredmény       | Utolsó ellenfél    |
| 2011       | –               | –                    | –             | –                      | –              | –                | Selejtező (Q2) | Selejtező (Q2)     |
| 2012       | −               | −                    | –             | –                      | –              | –                | –              | –                  |
| 2013       | –               | –                    | –             | –                      | –              | –                | Selejtező (Q3) | Selejtező (Q3)     |
| 2014       | −               | −                    | 3. kör        | C Suarez Navarro       | 1. kör         | Klára Koukalová  | 1. kör         | Serena Williams    |
| 2015       | 1. kör          | Caroline Wozniacki   | 1. kör        | Tereza Smitková        | –              | –                | Selejtező (Q2) | Selejtező (Q2)     |
| 2016       | –               | –                    | 2. kör        | Elina Szvitolina       | Selejtező (Q2) | Selejtező (Q2)   | 1. kör         | Caroline Wozniacki |
| 2017       | Selejtező (Q3)  | Selejtező (Q3)       | 2. kör        | Hszie Su-vej           | Selejtező (Q1) | Selejtező (Q1)   | 1. kör         | Ana Bogdan         |
| 2018       | 1. kör          | Magdaléna Rybáriková | 2. kör        | Simona Halep           | 2. kör         | A Szasznovics    | 2. kör         | Jeļena Ostapenko   |
| 2019       | 1. kör          | Sloane Stephens      | 1. kör        | Garbiñe Muguruza       | 2. kör         | Kiki Bertens     | 4. kör         | Bianca Andreescu   |
| 2020       | 2. kör          | A Pavljucsenkova     | –             | –                      | elmaradt       | elmaradt         | 1. kör         | Sachia Vickery     |
| 2021       | –               | –                    | –             | –                      | –              | –                | –              | –                  |
| 2022       | –               | –                    | 1. kör        | Caroline Garcia        | –              | –                | 1. kör         | Kateřina Siniaková |
| 2023       | 2. kör          | J Alekszandrova      | 1. kör        | A Potapova             | Selejtező (Q3) | Selejtező (Q3)   | 3. kör         | Karolína Muchová   |
| 2024       | 1. kör          | Paula Badosa         | –             | –                      | 1. kör         | A Pavljucsenkova | 2. kör         | Paula Badosa       |
| 2025       | 1. kör          | Renata Zarazúa       | 1. kör        | Elisabetta Cocciaretto | 1. kör         | Sofia Kenin      |                |                    |

### Páros
| Grand Slam | Australian Open            | Australian Open                       | Roland Garros                  | Roland Garros                   | Wimbledon                   | Wimbledon                         | US Open                      | US Open                               |
| Év         | Eredmény Partner           | Utolsó ellenfél                       | Eredmény Partner               | Utolsó ellenfél                 | Eredmény Partner            | Utolsó ellenfél                   | Eredmény Partner             | Utolsó ellenfél                       |
| 2011       | −                          | −                                     | −                              | −                               | −                           | −                                 | 3. kör Jessica Pegula        | Vania King Jaroszlava Svedova         |
| 2012       | −                          | −                                     | −                              | −                               | −                           | −                                 | −                            | −                                     |
| 2013       | −                          | −                                     | −                              | −                               | −                           | −                                 | 1. kör Mallory Burdette      | Alizé Cornet Caroline Garcia          |
| 2014       | –                          | –                                     | −                              | −                               | –                           | –                                 | 1. kör Asia Muhammad         | A Medina Garrigues Jaroszlava Svedova |
| 2015       | −                          | −                                     | −                              | −                               | −                           | −                                 | 2. kör Nicole Gibbs          | Lara Arruabarrena Andreja Klepač      |
| 2016       | −                          | −                                     | −                              | −                               | Selejtező (Q2)              | Selejtező (Q2)                    | Negyeddöntő Asia Muhammad    | B Mattek-Sands Lucie Šafářová         |
| 2017       | 1. kör Shelby Rogers       | Kiki Bertens Johanna Larsson          | 1. kör Asia Muhammad           | Hozumi Eri Kato Miju            | 1. kör Asia Muhammad        | Lucie Hradecká Kateřina Siniaková | 1. kör Sloane Stephens       | Vang Csiang Vang Ja-fan               |
| 2018       | 1. kör Renata Voráčová     | Aojama Súko Jang Csao-hszüan          | 2. kör Renata Voráčová         | Kiki Bertens Johanna Larsson    | −                           | −                                 | 1. kör Alison Riske          | Csan Hao-csing Jang Csao-hszüan       |
| 2019       | 3. kör A Szasznovics       | Csan Hao-csing Latisha Chan           | 1. kör A Szasznovics           | Fiona Ferro Diane Parry         | 1. kör Asia Muhammad        | J Alekszandrova Viktorija Golubic | 2. kör Whitney Osuigwe       | Viktória Kužmová A Szasznovics        |
| 2020       | 2. kör Kirsten Flipkens    | Barbora Krejčíková Kateřina Siniaková | –                              | –                               | elmaradt                    | elmaradt                          | Elődöntő Asia Muhammad       | Nicole Melichar Hszü Ji-fan           |
| 2021       | –                          | –                                     | –                              | –                               | –                           | –                                 | –                            | –                                     |
| 2022       | −                          | −                                     | Elődöntő Madison Keys          | Cori Gauff Jessica Pegula       | −                           | −                                 | Döntő Catherine McNally      | Barbora Krejčíková Kateřina Siniaková |
| 2023       | 2. kör Asia Muhammad       | Tereza Mihalíková A Szasznovics       | Döntő Leylah Fernandez         | Hszie Su-vej Vang Hszin-jü      | 2. kör Leylah Fernandez     | Caroline Garcia Luisa Stefani     | Negyeddöntő Leylah Fernandez | Gabriela Dabrowski Erin Routliffe     |
| 2024       | 3. kör B Haddad Maia       | Cristina Bucșa Alekszandra Panova     | –                              | –                               | Győztes Kateřina Siniaková  | Gabriela Dabrowski Erin Routliffe | Elődöntő Kateřina Siniaková  | Kristina Mladenovic Csang Suaj        |
| 2025       | Győztes Kateřina Siniaková | Hszie Su-vej Jeļena Ostapenko         | Negyeddöntő Kateřina Siniaková | Anna Danilina Aleksandra Krunić | Elődöntő Kateřina Siniaková | Hszie Su-vej Jeļena Ostapenko     |                              |                                       |

## Év végi világranglista-helyezései
| Év     | 2011 | 2012 | 2013 | 2014 | 2015 | 2016 | 2017 | 2018 | 2019 | 2020 | 2021 | 2022 | 2023 | 2024 |
| Egyéni | 428. | 676. | 308. | 102. | 304. | 132. | 105. | 74.  | 84.  | 89.  | 293. | 131. | 80.  | 69.  |
| Páros  | 234. | 546. | 190. | 156. | 124. | 73.  | 150. | 153. | 89.  | 67.  | 134. | 33.  | 7.   | 5.   |